# Saint-Martin-de-Lamps
Saint-Martin-de-Lamps ist eine Ortschaft und eine Commune déléguée in der französischen Gemeinde Levroux mit 145 Einwohnern (Stand: 1. Januar 2022) im Département Indre in der Region Centre-Val de Loire. Die Einwohner werden Villaréens genannt.
Am 1. Januar 2016 wurde Saint-Martin-de-Lamps in die Gemeinde Levroux eingemeindet. Die Gemeinde Saint-Martin-de-Lamps gehörte zum Arrondissement Châteauroux und zum Kanton Levroux.

## Geographie
Saint-Martin-de-Lamps liegt etwa 22 Kilometer nordnordwestlich von Châteauroux. 

## Bevölkerungsentwicklung
| 1962                       | 1968 | 1975 | 1982 | 1990 | 1999 | 2006 | 2013 |
| -------------------------- | ---- | ---- | ---- | ---- | ---- | ---- | ---- |
| 315                        | 285  | 225  | 203  | 177  | 146  | 146  | 167  |
| Quellen: Cassini und INSEE |      |      |      |      |      |      |      |

## Sehenswürdigkeiten
- Kirche Saint-Martin

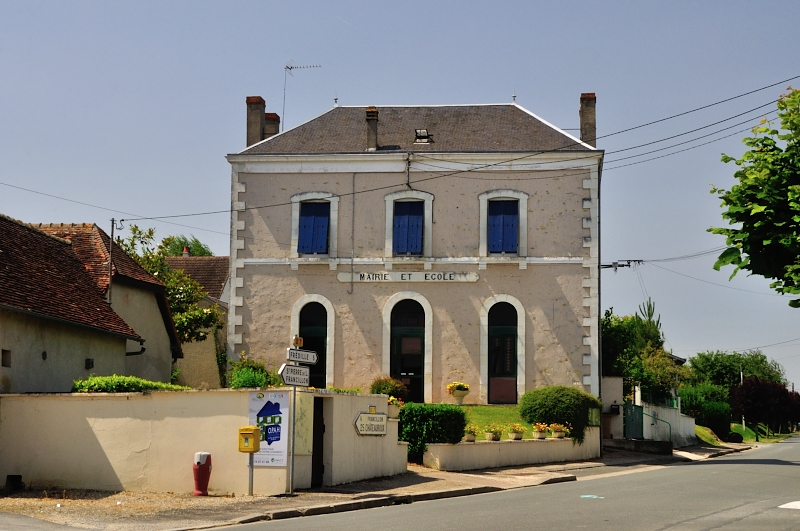
Ehemaliges Rathaus

## Persönlichkeiten
- Michel Nastorg (1914–1984), Schauspieler